# Escalas de modelismo ferroviario

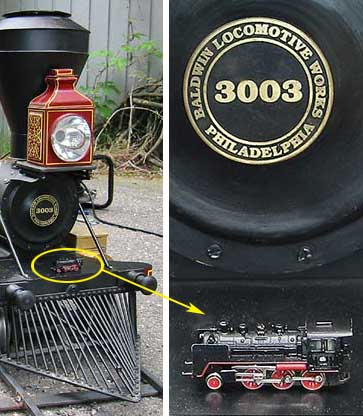
Uno de los modelos más pequeños (Escala Z, 1:220) colocado en la barra de amortiguación de uno de los modelos de las locomotoras más grandes (vapor vivo, 1:8)

En modelismo ferroviario se utiliza una gran variedad de escalas (relaciones entre el mundo real y el modelo), cuyo fin es hacer posible que los elementos de una maqueta se vean correctamente cuando se colocan unos junto a otros. Las escalas de modelismo ferroviario están estandarizadas en todo el mundo por muchas organizaciones y grupos de aficionados. Algunas son reconocidas a nivel mundial, mientras que otras están menos extendidas y, en muchos casos, son prácticamente desconocidas fuera de su círculo de origen. Las escalas pueden expresarse como una relación numérica (por ejemplo, 1/87 o 1:87) o como letras definidas en los estándares de modelismo ferroviario (como por ejemplo, H0, OO, N, 0, G, TT y Z). La mayoría de los fabricantes comerciales de elementos de modelismo ferroviario basan sus catálogos en las escalas más populares especificadas en las Normas europeas de modelismo (NEM) o en las de la National Model Railroad Association (NMRA).

## Terminología
Aunque en modelismo ferroviario existe una cierta confusión entre escala y ancho de vía, escala significa la relación entre una unidad de medida en un modelo en comparación con una unidad de medida en el prototipo a tamaño completo correspondiente, mientras que ancho de vía o calibre es la distancia entre los dos carriles de las vías del modelo. Alrededor del 60% de los ferrocarriles del mundo tienen un ancho de vía de 1435 mm (4' 81/2") conocido como "ancho estándar", pero también hay ferrocarriles de vía estrecha donde el ancho de vía es inferior al estándar y ferrocarriles de vía ancha donde el ancho es mayor. De manera similar, un modelo de ferrocarril a escala puede tener varios calibres de vía para una escala dada.
Además del problema de la escala y del calibre del ancho de vía, los estándares de modelismo ferroviario también se aplican a otros elementos, como la catenaria, perfiles de ruedas, gálibo, radio de curvatura y pendientes para las rampas, de forma que se garantice la interoperabilidad de modelos a escala producidos por diferentes fabricantes. A nivel mundial, las dos organizaciones con los estándares más extendidos son la NMRA en Norteamérica y la MOROP en Europa, con su estándar NEM.

## Historia de los estándares de escala

Una locomotora 242A1 y una vía de ancho estándar en algunas escalas de modelos ferroviarios

Los primeros modelos ferroviarios no se construyeron a ninguna escala en particular, y se parecían más a juguetes que a representaciones en miniatura del prototipo de tamaño completo. Finalmente, la autenticidad de los modelos creció y los beneficios de la estandarización se hicieron más evidentes. El área de estandarización más importante y más básica fue el ancho de vía del modelo. Al principio, ciertos anchos se convirtieron de facto en estándares en los círculos de aficionados y fabricantes. Si bien los primeros anchos no oficiales más populares hicieron posible intercambiar trenes y vías, el material rodante todavía era solo una aproximación somera del prototipo a escala real.
Finalmente, los estándares de escala no oficiales o los específicos de varios fabricantes se asentaron, siendo adoptados por varias organizaciones que regularon la estandarización de los modelos ferroviarios, como la NMRA y la MOROP. Sin embargo, hasta antes de la Segunda Guerra Mundial, los fabricantes comerciales no siempre las aplicaron correctamente a los procesos de diseño y fabricación de sus productos. La conformidad con los estándares de escala creció fuertemente en las décadas de 1950 y 1960, cuando nacieron muchos nuevos fabricantes de accesorios, para quienes la conformidad con el estándar era vital.
Para la mayoría de las escalas de modelismo ferroviario estandarizadas, la relación de reducción de escala nominal no se aplica sistemáticamente a todos los componentes de un modelo ferroviario a escala, y normalmente las normas dan pautas de diseño específicas para todas las escalas que cubren. La fiabilidad de la circulación de los trenes a escala requiere que ciertas partes se hagan de gran tamaño. Un ejemplo típico son las pestañas de las ruedas, que deben ser proporcionalmente mayores cuanto más pequeño es el modelo para garantizar que el material rodante más ligero y de menor tamaño no descarrile tan fácilmente como lo haría si se usaran la misma proporción de las pestañas en todas las escalas. Por ejemplo, una pestaña de rueda para la Escala Z como se define en el estándar NEM debe ser aproximadamente el 9% del ancho de vía nominal de la escala (6,5 mm (0,30")), mientras que el mismo estándar fija solo el 5% para el ancho estandarizado de 45 mm ( 14/5") correspondiente a la Escala I.
Si bien los estándares que ponen énfasis en la fiabilidad de la circulación del material móvil a escala satisfacen a la mayoría de los usuarios y a la industria, ciertos grupos de aficionados que no estaban satisfechos con estas inexactitudes de escala, han desarrollado estándares alternativos donde las proporciones de los prototipos se mantienen en la medida de lo posible. Estas normas alternativas se denominan normas de escala fina. Los estándares de escala fina están muy restringidos a los aficionados más exigentes, ya que por definición, los modelos de ferrocarriles de escala fina son generalmente menos fiables y más caros de fabricar, lo que los hace inadecuados para ser producidos en masa.

## Mezcla de escalas
Es posible utilizar diferentes escalas de modelos juntos de manera efectiva, especialmente para crear una falsa sensación de profundidad (denominada "perspectiva forzada"). Las escalas cercanas entre sí también son difíciles de distinguir a simple vista. Un espectador que, por ejemplo, ve un modelo 1:43 al lado de un modelo a escala 1:48 podría no notar ninguna anomalía.
Algunos ejemplos comunes de mezcla de escalas son:
- Una técnica de perspectiva que usa la Escala N (1:160) para los objetos situados al fondo del modelo, y la Escala H0 (1:87) para los elementos situados en primer plano.
- Mezcla de elementos como automóviles o camiones moldeados de las escalas 1:43, 1:48 y 1:50, con material ferroviario de la Escala 0.
- Uso de automóviles del tipo Matchbox (1:64 a 1:100) con elementos de la Escala H0 y de la Escala S.
- Mezcla de modelos de trenes de la Escala OO británica con modelos de la Escala H0.
- Utilizando elementos moldeados de la escala 1:144 con material ferroviario de la Escala N.

## Adaptación del ancho ibérico al calibre H0

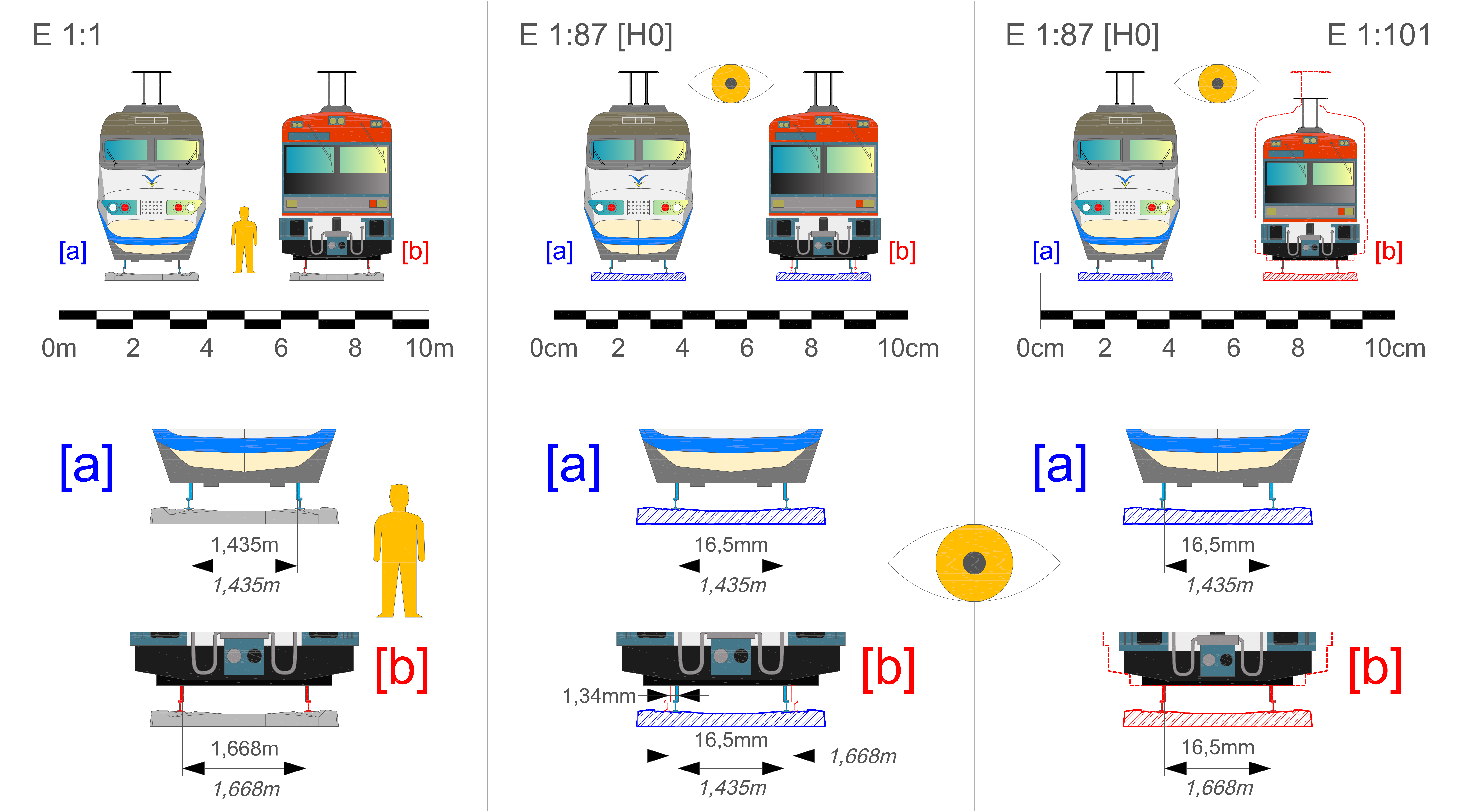
Material rodante de ancho estándar y de ancho ibérico. Comparación de las dimensiones según la escala: E[1:1] "Prototipos" originales (izquierda) // E[1:87] modelos a escala H0, adaptando el ancho de rodadura (centro) // E [1:101] modelo de ancho ibérico con la misma escala para la rodadura y la máquina

Los fabricantes de modelos a escala de material ferroviario con anchos distintos al ancho estándar (como sucede con el ancho ibérico), si quieren promover sus ventas tienen que hacer que sus productos sean compatibles con los calibres de vía estandarizados de mayor difusión (como el H0, por ejemplo).
Cada calibre estándar fija un ancho de vía del modelo, y una escala que relaciona este con un ancho de vía real. Por ejemplo:
- Escala H0:
  - Ancho de las vías del modelo: 16,5 mm
  - Escala del modelo: 1:87
  - Ancho de vía de referencia: 16,5 mm · 87 = 1435,5 mm ≈ 1435 mm, correspondiente al ancho estándar

En consecuencia, si se desea que el modelo de un tren de ancho ibérico (cuyas vías miden 1668 mm) pueda circular por las vías de calibre H0, forzosamente se deberá utilizar un tren de rodadura H0, compatible con las vías de 16,5 mm. A partir de esta premisa, se puede emplear una de estas dos soluciones:
- Modelar el tren a escala 1:87: al utilizarse trenes de rodadura H0, se tiene el inconveniente de que quedan ligeramente desescalados con respecto al resto de la locomotora, dado que su anchura debería ser de 19,17 mm (=1668/87) y no los 16,5 mm de la vía H0. Esto supone un desplazamiento teórico hacia el interior en cada rueda de 1,3 mm. La principal ventaja de esta solución es que salvo este detalle, el resto de las dimensiones del modelo son plenamente compatibles con la de los elementos estándar del calibre H0, lo que facilita la integración de los dos tipos de modelos de trenes (tanto de ancho ibérico como estándar) en los mismos dioramas. El detalle de esta solución figura en la columna central del gráfico adjunto.
- Modelar el tren a escala 1:101: al utilizar esta escala, se consigue que las vías de 16,5 mm representen más correctamente el ancho ibérico (16,5 · 101 = 1666,5 mm ≈ 1668 mm), y por lo tanto, "toda" la locomotora queda representada a una misma escala, sin necesidad de "falsear" las dimensiones del tren de rodadura. Sin embargo, esta solución tiene el inconveniente de que el uso de una escala sensiblemente distinta a la 1:87 del calibre H0, rompe su coherencia con respecto a los elementos diseñados para el citado calibre. En la ilustración adjunta (columna de la derecha) se observa que con esta solución, el modelo resultante de la locomotora de ancho ibérico es más pequeño de lo que le correspondería (contorno rojo) para compartir coherentemente un diorama diseñado para la escala H0 (aunque podría funcionar correctamente, al compartir el mismo ancho de vía de 16,5 mm).

El fabricante Ibertren dispone de diversas locomotoras de ancho ibérico adaptadas para los calibres H0 y N.

## Escalas
| Nombre                   | Escala                                                                                      | Ancho de vía      | Comentarios | Imagen |
| ------------------------ | ------------------------------------------------------------------------------------------- | ----------------- | --- | --- |
| Gran Escala              | 1:4 y superior                                                                              | 254 mm y superior | Ancho de vía de 10 plg (254 mm). Existen varias escalas grandes, pero no son estrictamente anchos de modelismo ferroviario, y se usan principalmente en entornos comerciales, como parques de atracciones | |
| Vapor vivo               | 1:8                                                                                         | 184 mm o 190.5 mm | Dispone de trenes conducibles, siendo un ancho adecuado para instalaciones exteriores. Se nombra de acuerdo con el ancho de la vía en pulgadas, y la escala en pulgadas por pie. Por ejemplo, el ancho 7 1/4 plg (184 mm), corresponde a la escala de 1.5 pulgadas del modelo por cada pie del tren original. En el oeste de los EE. UU. y de Canadá, los modelos de prototipos de tipo diésel a veces se modelan a la escala de 1.6 pulgadas por pie. Existen vías privadas y públicas (clubes) en muchas áreas, entre las que figura el modelo de ferrocarril más grande del mundo, el Ferrocarril Train Mountain, con más de 25 millas (40 km) de vías, y cuyas potentes locomotoras pueden transportar 50 o más pasajeros. Los modelos de vía estrecha para este ancho pueden ser tan grandes como la escala 1:3 | |
| 5" Vapor vivo            | 1:12                                                                                        | 127 mm o 121 mm   | Modelos conducibles, y usualmente dispuestos al aire libre. El ancho es de 5 plg (127 mm) en Europa, pero de 4 3/4 plg (121 mm) en EE. UU. y Canadá. Para los prototipos en el ancho de vía estandarizado de 5 pulgadas, la escala "oficial" es de 11⁄16 de pulgada por pie, o aproximadamente 1:11.3. Alternativamente, se adopta 1.1/8 pulgadas por cada pie, lo que corresponde a una escala de 3/32. Junto con la escala 1:8 ya descrita, es popular para modelizar playas de vías. Las máquinas tienen potencia suficiente para arrastrar más de una docena de pasajeros en vías llanas. | |
| Escala SE 7⁄8"           | 1:13.71                                                                                     | 45 mm             | Modelos de prototipos de ancho de vía de 2 pies (610 mm) sobre vías de 45 mm ( 14/5"). Utilizado por aficionados que modelan máquinas de Maine de 2 pies, pero también cada vez más por los interesados en modelos a gran escala de prototipos industriales, incluidos los trenes de las numerosas minas de pizarra galesas y otras industrias europeas. Aunque es principalmente una escala de constructores artesanales, existe un suministro creciente de kits, piezas y figuras. Algunos modeladores que usan la escala de 7⁄8 emplean vías de 32 mm ( 1,30") para replicar las líneas industriales de 1 pies 6 plg (457 mm) existentes en Gran Bretaña y otros países. | |
| Vapor vivo               | 1:16                                                                                        | 89 mm             | Conducible, calibre utilizado al aire libre. El ancho de vía de 3 1/2 plg (89 mm) está presente en todo el mundo. Originalmente definido como 89 mm ( 31/2") en Europa. | |
| Ancho 3                  | 1:22.6                                                                                      | 63.5 mm           | Una de las escalas de modelismo ferrocaviario originales estandarizadas en 1909. Aunque de interés minoritario, está experimentando un renacimiento en el Reino Unido y en Alemania (donde se conoce como Spur II). Las vías de 64 mm ( 21/2") de ancho están disponibles comercialmente, al igual que un número creciente de kits de locomotoras y material rodante. El estándar europeo de trenes a escala 1:22.5 con una vía de 45 mm ( 14/5") se llama Escala IIm, según las convenciones europeas de nombres de vía estrecha o Escala G, su nombre más popular. | |
| Vapor vivo               | 1:24                                                                                        | 63 mm             | Con un ancho de vía de 2 1/2 plg (64 mm), es el más pequeño de los calibres con trenes "conducibles". Solo pueden remolcar uno o dos pasajeros. Este fue uno de los primeros anchos de vapor en vivo populares, desarrollado en Inglaterra a principios de 1900. Aunque ahora es menos popular que los anchos más grandes, todavía tiene seguidores. Un modelo normalmente puede ser levantado por una persona. | |
| Vía ancha                | 1:26.59 o 1:28.25                                                                           | 53.975 mm         | Denominado "Standard Gauge" (Calibre Estándar) por el fabricante Lionel, que registró el nombre. Otros fabricantes usaron el mismo ancho, y lo llamaron "Wide Gauge" (Calibre Ancho). Dejó de fabricarse en grandes series a partir de 1940. El Ancho 2, usando vías con calibre de 2 plg (51 mm) fue uno de los anchos de modelismo estandarizados en 1909. | |
| Escala 16 mm             | 1:19.05                                                                                     | 32 mm             | Esta escala se desarrolló por primera vez en el Reino Unido en la década de 1950 para representar prototipos de vía estrecha de 2 pies (610 mm) con ruedas y rieles de ancho de vía de 32 mm ( 1,30") ("Escala 0"), pero realmente ganó popularidad durante las décadas de 1960 y 1970. Originalmente se usaba principalmente como una escala adecuada para modelos en espacios interiores, pero también se ha desarrollado como una escala popular para los ferrocarriles de jardín de los prototipos de ferrocarriles de vía estrecha. Algunos fabricantes que producen modelos que representaban prototipos de vía estrecha de 2 pies (610 mm) utilizados en América del Norte, también han adoptado esta escala para su uso junto con la escala Fn3 (45 mm o 1:20.32), prácticamente compatible con las vías de 45 mm ( 14/5"), bastante populares en los EE. UU. Se utilizan tanto la propulsión eléctrica o las baterías como el vapor vivo para alimentar locomotoras de modelos en esta escala, y están respaldados por una gama cada vez mayor de modelos, kits y piezas listos para operar disponibles comercialmente. | |
| Escala Fn3               | 1:20.3                                                                                      | 45 mm             | Similar a la Escala G a que se describe a continuación, esta escala también utiliza las vías de 45 mm ( 14/5") de ancho, y se usa tanto para interiores como para ferrocarriles de jardín de prototipos de vía estrecha. La escala de 1:20.3 se desarrolló para representar los trenes de 3 pies (914 mm) de ancho de vía de América del Norte en proporción exacta a su ancho de vía correcto mientras se utiliza el modelo de ancho de vía de 45 mm ( 14/5"). Equivale a 15 mm = 1 pie (escala 1:20.32). Cada vez más popular para modelos de locomotoras con propulsión eléctrica o movidas por vapor vivo, cuentan con una gama cada vez mayor de modelos, kits y piezas listos para funcionar disponibles comercialmente. La escala Fn3, junto con la escala G y la escala de 1⁄2 pulgadas (1:24), se conocen comúnmente y colectivamente como "Escala grande" por muchos modelistas. | |
| Escala Fn2               | 1:20.3                                                                                      | 30 mm o 32 mm     | Utilizado por modelistas en su mayoría estadounidenses que desean representar prototipos industriales más pequeños, incluidos los de dos pies de ancho de vía, se trata de una escala minoritaria. Si bien la vía de 30 mm es más precisa para un ancho de vía de 2 muchos aficionados usan un ancho de vía de 32 mm para la conveniencia de acceder a mecanismos, bogies y elementos de vía de la escala O. | |
| Escala G                 | varias                                                                                      | 45 mm             | El nombre procede originalmente de la palabra alemana groß (que significa "grande"), aunque ahora la letra G también se identifica con la palabra inglesa Garden -jardín-). La letra G se usa generalmente para ferrocarriles de jardín con prototipos de vía estrecha, y usa el mismo calibre de vía que el Ancho 1, descrito más adelante. La escala varía aproximadamente de 1⁄19 a 1⁄29, de acuerdo con el tamaño y el ancho de vía del prototipo. | |
| Gn15                     | varias                                                                                      | 16.5 mm           | Evolucionó alrededor del año 2000 (o incluso antes), de manera muy similar a las escalas On30, HOn30 y Nn3, respondiendo al deseo de modelar a mayor escala, pero utilizando el ancho de vía, los mecanismos y los juegos de ruedas de menor escala; en este caso HO/OO. Aunque el calibre Gn15 no comenzó en el Reino Unido, es allí donde ciertamente tiene el mayor seguimiento. Algunos modelos de "ferrocarriles de fincas particulares", están inspirados en el Ferrocarril de Eaton Hall construido a finales del siglo XIX por Sir Arthur Haywood, mientras que otros simplemente deseaban un medio de modelar en una escala cercana a media pulgada en un espacio pequeño. Esta escala está estrechamente alineada con el movimiento de "micro diseño". | |
| Escala IIm               | 1:22.5                                                                                      | 45 mm             | De forma similar a la escala G anterior, esta escala también utiliza la pista de calibre 45 mm ( 14/5"), y se usa tanto para interiores como para ferrocarril de jardín de prototipos de vía estrecha. Representa trenes de ancho métrico en proporción exacta a su ancho de vía correcto. | |
| Escala 1⁄2"              | 1:24                                                                                        | 45 mm             | Similar a la escala G anterior, se construye sobre vías de 45 mm ( 14/5") de ancho, y generalmente se usa para ferrocarriles de interior y de jardín de prototipos de vía estrecha. La escala 1:24 en combinación con la vía de 45 mm ( 14/5") es un intento de modelar trenes de vía estrecha con una medida de vía de 3 pies (914 mm) o de 3 pies 6 plg (1067 mm) de América del Norte y del Reino Unido, guardando una mejor proporción con las vías sobre los que corren. | |
| Ancho 2                  | 1:29                                                                                        | 50.4 mm o 45 mm   | La escala dominante utilizada en los Estados Unidos para modelos de trenes de "ancho estándar" que funcionan sobre la vía de 45 mm ( 14/5"), aunque 1:32 es más prototípicamente correcta. La escala 1:29 representa el ancho estándar usando vías originalmente de 2 plg (51 mm) de ancho. Esto cayó en desuso ya que el ancho 1 a 1.75 pulgadas era muy parecido. Algunos fabricantes mantuvieron la escala en sus modelos, pero para circular en una vía ligeramente estrecha. | |
| Ancho 1 Escala 3⁄8"      | 1:32                                                                                        | 45 mm             | Esta gran escala, que rara vez se ve en interiores con un uso moderno (aunque se usa con frecuencia para modelizar trenes de ancho estándar como trenes de jardín), se está recuperando. La firma japonesa Aster Hobby ofrece modelos de vapor en vivo listos para funcionar. Accucraft Trains también ofrece modelos de vapor en vivo finamente diseñados en esta escala. El Ancho 1 ha visto una recuperación notable en los últimos años después de décadas de casi extinción comercial, con un número creciente de pequeños fabricantes del Reino Unido que ofrecen locomotoras y material rodante eléctricos y de vapor vivo listo para funcionar, piezas y kits. Algunos fabricantes ofrecen los llamados elementos de Ancho 1 en escala 1:30.48 (10 mm = 1 pie), que pueden correr en vías de calibre 45 mm ( 14/5"). El Ancho 1 también tiene su propia asociación internacional. | |
| Modelo Estático          | 1:35 (nominal)                                                                              | 41 mm             | Solo se utilizan modelos estáticos. | |
| Ancho L                  | 1:38 (nominal)                                                                              | 38 mm             | Designación no oficial de trenes de juguete construidos a partir de piezas de LEGO. El equipo se puede construir en diferentes anchos en relación con el ancho de vía, y se está volviendo cada vez más popular entre quienes crecieron jugando con estas construcciones. Con los ejes Technic y las ruedas de tren personalizadas, es posible construir trenes Lego más anchos que el ancho estándar de las piezas de 6 pivotes de la marca, para caber en cualquier ancho como el G o el O. | |
| Escala Q                 | 1:45                                                                                        | 32 mm             | Desarrollado en los Estados Unidos de modo que 11⁄4 in (32 mm) la vía de este calibre representa correctamente el ancho estándar. Generalmente utilizado por los modelistas de locomotoras. | |
| Escala 0                 | 1:43.5 (Reino Unido, Francia) 1:45 (Alemania, Japón, Rusia, República Checa) 1:48 (EE. UU.) | 32 mm             | El nombre originalmente era "0" (cero), con los números "1" a "6" ya usados para escalas más grandes. En los Estados Unidos, esto se considera con frecuencia una escala de "tren de juguete" y no de modelismo ferroviario. Sin embargo, aunque los trenes de juguete usan este ancho, a menudo no están cerca de la escala. Se ha comenzado a usar este ancho para algunos modelos a escala, generándose dos grupos separados de modelistas dentro de esta "escala": "hi-railers", aquellos que manejan equipos de trenes de juguete en vías de ancho sobredimensionado; y aquellos otros que manejan equipos en vías a la escala correcta. Hoy en día, incluso los fabricantes de alta gama tienen en opción de modelos a esta escala extremadamente precisos. Lionel, MTH Electric Trains y Atlas O son los principales fabricantes de esta escala. La marca más conocida en Gran Bretaña era Bassett-Lowke hasta que la empresa cerró por primera vez en 1965. En Rusia y en los antiguos países soviéticos se usaba la medida de vía de 1520 mm (4' 114/5"), pero para los modelos se usaba el estándar NEM. Por lo tanto, el ancho de vía es de 32 mm, en lugar de los aproximadamente 34 mm. Para este modelo, el material rodante se fabrica a escala 1:45. La escala más pequeña para el ancho O es 1:58. En términos de escala O, esto se conoce como Escala Mini-O y en términos de Escala S se conoce como Escala S principal.                                      | 1:45 (0) |
| Escala O-27              | 1:48 (EE. UU.)                                                                              | 31.75mm (1.25 in) | Es una variante de Lionel en escala O. Tiene un perfil un poco más corto y curvas más cerradas, (de 27 pulgadas de diámetro, aunque también dispone de curvas de 42, de 54 y de 72 pulgadas) que la típica pista de escala O de gran tamaño. A menudo, pero no siempre, es mecánicamente compatible con trenes de ancho O. | |
| EscalaSeven              | 1:43.5                                                                                      | 33 mm             | Versión británica de escala exacta del ancho O. El Grupo ScaleSeven definió más medidas de escala de manera más estricta (por ejemplo, el calibre del modelo de 33 mm es fijo). Además del ancho estándar, también definió los anchoes irlandés y Brunel a esta escala. | |
| Proto:48                 | 1:48                                                                                        | 29.90 mm          | Estos son de la misma escala que el indicador O de EE. UU., pero son modelos a escala precisos en todas las dimensiones, incluidas las vías y las ruedas. | |
| OJ                       | 1:45                                                                                        | 24.0 mm           | Modelos a escala O de prototipos de vía estrecha de medida 3 ft 6 in, que corren sobre vías de 24,0 mm. Prácticamente desconocido fuera de Japón y de Taiwán | |
| On2                      | 1:48                                                                                        | 12.7 mm           | Modelos a escala O de prototipos de calibre estrecho de 2 ft, que corren sobre vías de 1⁄2 (12.7 mm). | |
| Ancho On30               | 1:48                                                                                        | 16.5 mm           | Modelos de escala O de vía estrecha, que corren en vías de calibre HO. Inicialmente, esta escala fue creada por los modeladores estadounidenses de "kits sobrantes" que deseaban calibres estrechos a gran escala y a bajo costo, en un momento en que el mercado de On3 existente estaba dominado por los costosos modelos de latón. Utilizaban pequeñas superestructuras a escala O y bogies a escala HO, pero sería cuando la gran empresa Bachmann lanzó conjuntos de trenes originalmente destinados a correr alrededor de árboles de Navidad, cuando el calibre On30 realmente despegó. | |
| On3                      | 1:48                                                                                        | 19 mm             | Modelos a escala O de prototipos de calibre estrecho de 3' que corren en vías de 3⁄4 (19 mm). | |
| O16.5                    | 1:43.5                                                                                      | 16.5 mm           | Modelos de ancho estrecho británico que corren en la vía de calibre HO. Los prototipos de muchos anchos diversos se representan en esta escala, así como líneas ficticias. Incluso las líneas de dos pies están representadas, aunque los modeladores más rigurosos que trabajan estos modelos generalmente prefieren el calibre O-14. | |
| 0e                       | 1:45                                                                                        | 16.5 mm           | Ancho estrecho europeo continental (principalmente alemán y austriaco), que corre sobre vías de calibre HO. Fleischmann produjo la línea Magic Train, destinada al mercado de juguetes, pero también sería adoptada por modeladores más rigurosos, particularmente cuando se complementa con detalles de los prototipos. Varios fabricantes más pequeños producen una amplia gama de elementos, incluido Henke de gama alta, que ofrece modelos exquisitamente precisos a un precio atractivo. La escala 0e tiene muchos participantes activos en Alemania, con frecuentes reuniones modulares de Fremo los fines de semana. | |
| O14                      | 1:43.5                                                                                      | 14 mm             | Modelado preciso de 2 pies de calibre estrecho en 7 mm por pie (escala 1: 43.5) con el apoyo de una sociedad informal basada en la web. | |
| O-12                     | 1:43.5                                                                                      | 12 mm             | Ancho estrecho británico que representa prototipos de calibre más estrecho que 2 pies, que corren sobre vías de calibre TT. | |
| Escala Z0                | 1:60                                                                                        | 24 mm             | Recibió atención en Alemania alrededor de 1950 como un intento de una escala entre O y HO. Z0 significa "Zwischen-Null" (entre O). | |
| Escala S                 | 1:64                                                                                        | 22.42 mm          | Originalmente llamada "H-1" porque era la mitad del tamaño del Ancho 1 (1:32), el nombre "S" se deriva de "sixty-4th". En los EE. UU., el tren de juguete American Flyer usaba este ancho, pero también se utiliza para un modelado más preciso, y es compatible con varios fabricantes. En el Reino Unido, el modelado a escala S es en gran medida una reserva exclusiva de unos pocos modelos de construcción manual o que utilizan una pequeña cantidad de kits y piezas disponibles, que en su mayoría representan prototipos de calibre estándar, pero también elementos de calibre estrecho y ancho S. La "Scale Model Railway Society", con sede en el Reino Unido, es la sociedad de apoyo a escala más antigua del mundo, y se estableció por primera vez en 1946. En los Estados Unidos, la escala S tiene un pequeño pero creciente seguimiento en el modelado de ferrocarriles de vía estándar, especialmente los de las décadas de 1940 y 1950, un enfoque respaldado por S Helper Service y por American Models, entre otros. Esta escala también es popular en América del Norte para representar prototipos de vía estrecha con una medida de 3 pies (914 mm) (utilizando la vía de medida 14,28 mm (3/5") y conocida como "Sn3"), y en otros lugares para representar los ferrocarriles de vía estrecha de medida 3 pies 6 plg (1067 mm) (utilizando la vía de escala HQ de 16,5 mm (3/5") y conocida como " Sn31⁄2") de Sudáfrica, Australia y Nueva Zelanda. | 1:64 (S) |
| Escala OO                | 1:76.2                                                                                      | 16.5 mm           | Actualmente es la escala de modelado más popular en el Reino Unido, aunque antes de la Segunda Guerra Mundial tuvo algunos seguidores en los EE. UU. (sobre vías de 19 mm (0,70")). 00 o "Double-Oh", junto con el ancho EM y los estándares P4 son todas escalas de 4 mm, aunque sus estándares de vía son incompatibles. 00 usa la misma vía que HO (16,5 mm (3/5")), lo que no es correcto para esta escala un poco más grande, pero es el estándar británico más común en trenes listos para funcionar. En Gran Bretaña existe The Double 0 Gauge Association para promover esta escala. | 1:76.2 (00) |
| OO9                      | 1:76.2                                                                                      | 9 mm              | Modelado de vía estrecha de prototipos de aproximadamente 2 pies (610 mm) o 2 pies 6 plg (762 mm) en una vía de calibre 9 mm (igual que la de la Escala N). Cuenta con el respaldo de una sociedad dedicada y un floreciente suministro de kits y piezas de muchos proveedores pequeños con sede en el Reino Unido. | |
| 0012                     | 1:76.2                                                                                      | 12 mm             | Modelado de calibre estrecho de prototipos de medida 3 pies (914 mm) en vías de 12 mm de ancho (igual que la Escala TT). | |
| Ancho EM                 | 1:76.2                                                                                      | 18.2 mm           | El ancho EM fue un intento en la década de 1950 para mejorar las imprecisiones del ancho OO, con una vía más amplia y precisa de 18 mm (0,70") entre los rieles, pero todavía más estrecha que el ancho correcto. El ancho luego se amplió a 18,2 mm (0,70"). La "EM Gauge Society", con sede en el Reino Unido, apoya a los modeladores de estos estándares. | |
| P4                       | 1:76.2                                                                                      | 18.83 mm          | P4 se creó en la década de 1960 como uno de los estándares más precisos posibles para modelar en una escala de 4 mm. Cuenta con el apoyo de la "Scalefour Society", con sede en el Reino Unido. | |
| Escala HOj               | 1:80                                                                                        | 16.5 mm           | Se utiliza para modelar prototipos japoneses de ancho de vía de 3 pies 6 plg (1067 mm) sobre vías de 16.5 mm. | |
| Escala H0                | 1:87                                                                                        | 16.5 mm           | Esta es la escala ferroviaria modelo más popular del mundo, aunque no en el Reino Unido. El nombre se deriva de "Half 0". El NEM europeo define la escala como exactamente 1:87, mientras que la NMRA de EE. UU. La define como exactamente 3.5 mm:1' (aproximadamente 1:87.1). Hay una gran selección de kits listos para funcionar y piezas para locomotoras, material rodante y artículos escénicos de muchos fabricantes que representan trenes de todo el mundo. | |
| Proto:87                 | 1:87                                                                                        | 16.5 mm           | Un estándar alternativo de escala fina para HO, con ruedas y rieles que se corresponden con los del prototipo, tomando el liderazgo del establecimiento de estándares P4 en el Reino Unido. | |
| Escala HOn31⁄2 en Europa | 1:87                                                                                        | 12.00 mm          | Escala H0 que utiliza la pista de ancho 12 mm (1/2") para representar prototipos de 3 pies 6 plg (1067 mm), utilizado como ancho "estándar" en muchos países de África, Nueva Zelanda, Queensland, Japón, etc. Los modelos europeos H0m (de ancho métrico) representan anchos de prototipos que varían entre 850 y 1250 mm (33,5 y 49,2 plg). | |
| HOn3                     | 1:87                                                                                        | 10.5 mm           | Vías de la escala H0 sobre la que corren modelos de prototipos con vías de 3 pies de ancho. | |
| Escala HOe               | 1:87                                                                                        | 9 mm              | Modelos europeos de ferrocarril de vía estrecha a escala HO que utilizan la vía de 9 mm (2/5") (la misma que Escala N) para representar prototipos con calibre entre 650 y 850 mm (25,6 y 33,5 plg), particularmente 750 mm (2' 51/2") y 760 mm (2' 529/32"). | |
| Escala HOn2              | 1:87                                                                                        | 7 mm              | Modelos de ferrocarriles de vía estrecha estadounidense a escala HO, que utilizan la vía de 7 mm (0,30") para representar especialmente prototipos utilizados en Maine, con un ancho de vía de 2 pies. No se conoce actividad comercial; aunque el material europeo de Ancho H0f y el material rodante se renombran como "HOn2" para el mercado norteamericano. | |
| Ancho H0f                | 1:87                                                                                        | 6.5 mm            | Modelos de ferrocarril de vía estrecha europeos a escala H0 que usan vías de 6,5 mm (0,30"), igual que la vía de la Escala Z, para representar trenes de estilo Feldbahn con anchos de 2 pies y de 600 mm, con anchos de prototipo comprendidos entre 500 y 650 mm (19,7 y 25,6 plg). La "f" se refiere a la palabra alemana "Feldbahn" ("ferrocarril de campo"), y estos anchos de vía más pequeños se usaban con frecuencia para operaciones industriales en toda Europa. Algunas de estas líneas sobrevivieron hasta el año 2000 e incluso más tarde, particularmente en Europa del Este, donde siguieron siendo económicamente viables durante más tiempo que en Europa occidental. En 2010, la compañía alemana Busch anunció un sistema de ferrocarril de minería (Grubenbahn), seguido más tarde en 2012 por una gama mucho más extensa de locomotoras de vía estrecha, material rodante y vías. El sistema de vías Busch Feldbahn presenta una tira de acero entre los rieles e imanes en el material rodante para aumentar la adherencia de la rodadura y un mayor rendimiento del motor. | |
| Escala 3 mm              | 1:101.6                                                                                     | 12 mm o 14.2 mm   | Una versión británica de TT introducida por la firma Tri-ang a finales de la década de 1950 (entonces conocida como TT-3) y respaldada por varias otras firmas que ofrecían kits y piezas. La producción comercial de Tri-ang se agotó a fines de la década de 1960, pero "The 3 mm Society" se estableció en 1965, y sus miembros han mantenido viva esta escala del Reino Unido. TT-3 se diseñó originalmente para correr sobre las vías del ancho TT de 12 mm (1/2"), pero últimamente el ancho más preciso de 14,24 mm (3/5") (conocido popularmente como "14.2") ha sido adoptado por algunos aficionados que buscan más precisión. Al igual que el ancho EM estándar en escala de 4 mm, algunos modeladores en escala de 3 mm desarrollaron el ancho de 13,5 mm (1/2"), pero ha sido reemplazado en gran medida por el ancho de 14,2 mm (3/5"). Tanto la vía estrecha de 3 pies (914 mm) (usando la vía de 9 mm (2/5")) como el ancho irlandés de 5 pies 3 plg (1600 mm) (usando la vía de 15,75 mm (3/5")) están modelados para una escala de 3 mm en el Reino Unido. | |
| Escala TT                | 1:120                                                                                       | 12 mm             | El nombre significa "Table Top". Es bastante popular en Europa, particularmente en Alemania, especialmente en Alemania Oriental (anteriormente la República Democrática Alemana), tiene cierta popularidad en países de la ex URSS y un pequeño número de seguidores en los Estados Unidos. Esta escala también se usa para representar los ferrocarriles de vía estrecha con vía de 3 pies 6 plg (1067 mm) (usando la vía de 9 mm (2/5") de la escala N, es conocida como NZ120) de Nueva Zelanda. | |
| Escala N                 | 1:148                                                                                       | 9 mm              | Al igual que con la escala 1:160 N descrita a continuación, el nombre se deriva de su ancho de vía de Nine (nueve) milímetros, pero la escala es un poco más grande a 2.0625 mm = 1 pie (1:147.78). Desarrollado como una versión comercial en el Reino Unido de la escala N a fines de la década de 1960, los modelos se limitan a representar prototipos del Reino Unido. Aunque nominalmente a escala 1:148, algunos fabricantes se tomaron importantes libertades respecto a la escala exacta para adaptarse a las limitaciones de producción. A pesar del colapso de la empresa Graham Farish y su posterior venta a Bachmann Industries, existe una creciente variedad de modelos listos para usar disponibles. La firma británica Peco ofrece algunos kits comerciales y piezas para adaptarse a los mecanismos y ruedas de locomotora de la escala N, con el fin de permitir el modelado de prototipos de vía estrecha. | |
| Escala N                 | 1:150                                                                                       | 9 mm              | La escala N en Japón normalmente se construye con esta medida, a pesar de que la mayoría de las líneas ferroviarias son de calibre 3 pies 6 plg (1067 mm). Debido a que las líneas del Shinkansen son de ancho estándar (1435 mm (4' 81/2")), los modelos de estos generalmente se construyen a la escala 1:160. | |
| Escala 2 mm              | 1:152                                                                                       | 9.42 mm           | El estándar británico de escala fina, más antiguo que la escala N, se utilizó por primera vez en 1927 con modelos a partir de fotos y artículos publicados en la prensa. Se hizo más popular en la década de 1950, con "The 2 mm Scale Association" establecida en 1960 para promover y apoyar a los modeladores en esta pequeña escala, y sigue siendo muy activa en el Reino Unido hasta la actualidad. En los últimos años, los estándares más finos de vías y ruedas de la escala de 2 mm (pero no el ancho) también se han adaptado para su uso en la escala 1:160 N (en el ancho 9 mm (2/5")) en Europa. Se denomina "fiNe", y es compatible con los modelos propugnados por la organización FREMO. Desde la década de 1950, increíblemente, la escala de 2 mm se ha utilizado para representar prototipos de vía estrecha de varias medidas a partir de componentes de 4 mm (1/5")[cita requerida], pero casi todo tiene que ser hecho a mano, a menos que se usen algunas piezas de la escala Z. | |
| Escala N                 | 1:160                                                                                       | 9 mm              | Nombre derivado de "Nine" (nueve) milímetros. Esta es la segunda escala más popular en todo el mundo. La Escala N fue desarrollada por la firma alemana Arnold Rapido a principios de la década de 1960, y se adoptó en todo el mundo como la opción de modelado a pequeña escala más popular. En los últimos años, algunos fabricantes han desarrollado ruedas y vías de perfil más fino (aunque el calibre y los estándares se han mantenido iguales). Existe una gran variedad de modelos listos para usar disponibles, así como kits de soporte y piezas. Con la introducción de una escala Z aún más pequeña en 1972, el modelado de prototipos de calibre más estrecho ha sido posible utilizando los mecanismos locomotores, la vía y las ruedas de esa escala. En América del Norte, la representación de los ferrocarriles de 3 pies (914 mm) de ancho en escala N utilizando la vía de escala Z se conoce como "Nn3"; en Europa, el modelado de ancho métrico en escala N se conoce como "Nm". | Modelo de una máquina 2-6-6-2 estadounidense en calibre N (escala 1:160), mostrado junto a un lapicero lápiz para apreciar su tamaño |
| Escala Nn3               | 1:160                                                                                       | 6.5 mm            | Modelos de ferrocarril de vía estrecha estadounidenses a Escala N que utilizan la vía de 6,5 mm (0,30") (la misma que la Escala Z) para representar prototipos estadounidenses con vía de 3 pies de ancho, especialmente en Colorado. Esta combinación de ancho de escala se ha vuelto popular y ha aumentado su soporte comercial. | |
| Escala Z                 | 1:220                                                                                       | 6.5 mm            | Hasta hace poco, la escala ferroviaria modelo más pequeña disponible en el mercado, presentada por la firma alemana Märklin en 1972, que representa prototipos alemanes y otros europeos. En Norteamérica, Micro-Trains y otros han introducido una gama de modelos de prototipos de EE. UU. En ambos continentes, una gama cada vez mayor de kits y accesorios escénicos están disponibles para aumentar su popularidad. En Europa, algunos fabricantes emprendedores han desarrollado modelos a partir del ancho métrico aún más pequeños (pero aún a escala 1:220) conocidos como "Zm" para las vías de 4,5 mm (1/5"). Los fabricantes japoneses están cada vez más involucrados en la escala Z, con Rokuhan Archivado el 10 de junio de 2020 en Wayback Machine. produciendo lo que algunos consideran la mejor vía Z del mundo. | |
| Escala ZZ                | 1:300                                                                                       | 4.8 mm            | Introducida por Bandai, la escala ZZ fue muy brevemente el modelo de ferrocarril más pequeño disponible comercialmente. A partir de 2005, solo tres trenes Shinkansen están disponibles y una serie limitada de otros artículos. Los trenes funcionan con baterías sobre vías de plástico. Bandai no fabrica accesorios para esta escala. | |
| Escala T                 | 1:450 1:480                                                                                 | 3 mm              | Anunciada por Eishindo de Japón en 2006, se lanzó a la venta en 2008. El ancho T es la escala de modelismo ferroviario más pequeña disponible comercialmente en el mundo. Hay varios trenes disponibles, completos con vías, así como muchos accesorios, incluidos edificios, personas, árboles y vehículos. Los trenes corren sobre rieles metálicos y controlados por una fuente de alimentación. Debido a que las líneas Shinkansen son de ancho estándar (1435 mm (4' 81/2")), los modelos de estos trenes generalmente se construyen a la escala de 1:480. | |